# Окунь
Скоріше за все, вас цікавить Окунь звичайний
О́кунь (Perca) — один з дев'яти родів родини Окуневих (Percidae).

## Характеристика
Характеристичні ознаки роду, що відрізняють його від інших родів цієї родини, такі: всі зуби щетинчасті, сидять в декілька рядів на щелепах, небних, зовнішньокриловидних, глоткових кістках, сошнику; виражених іклів немає, також немає зубів на язику. Два спинні плавці, з них перший колючий, з 13 або 14 променями. Анальний плавець з двома першими променям, перетвореними на колючки. Передзяброва і передочна кістки зазубрені; луска дрібна, ктеноїдна; голова зверху гладка, без луски. Зябрових променів 7, хребців 24 або більше. Зяброві кришки з шипом в задній частині, щоки вкриті лускою.

## Поширення

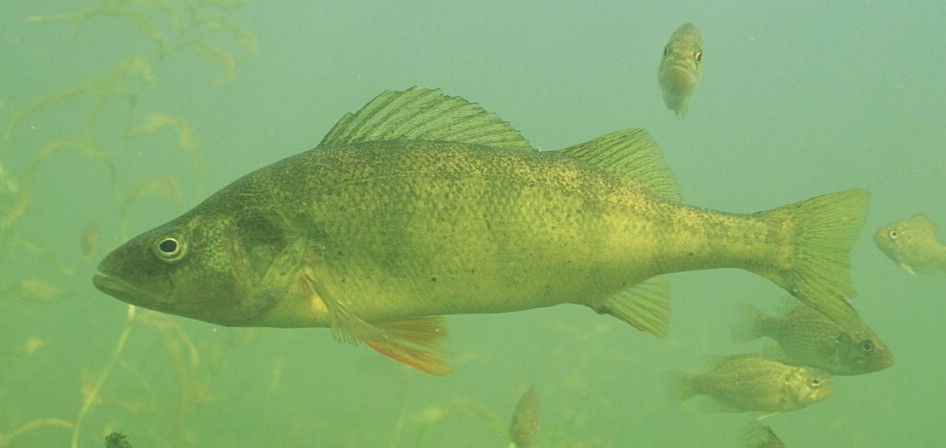
Окунь жовтий — вид окунів з Північної Америки

В роді три види, що розповсюджені в прісних (та подекуди в солонуватих) водах помірного поясу північної півкулі; також інтродуковані в ряді районів південної півкулі (Австралія, Нова Зеландія тощо). Найвідоміший представник роду — окунь звичайний — поширений в прісних і солонуватих водах Євразії, інших — окунь жовтий — в прісних водах Північної Америки. Один вид — окунь балхаський — є ендеміком Казахстану.